# Jersey Shore

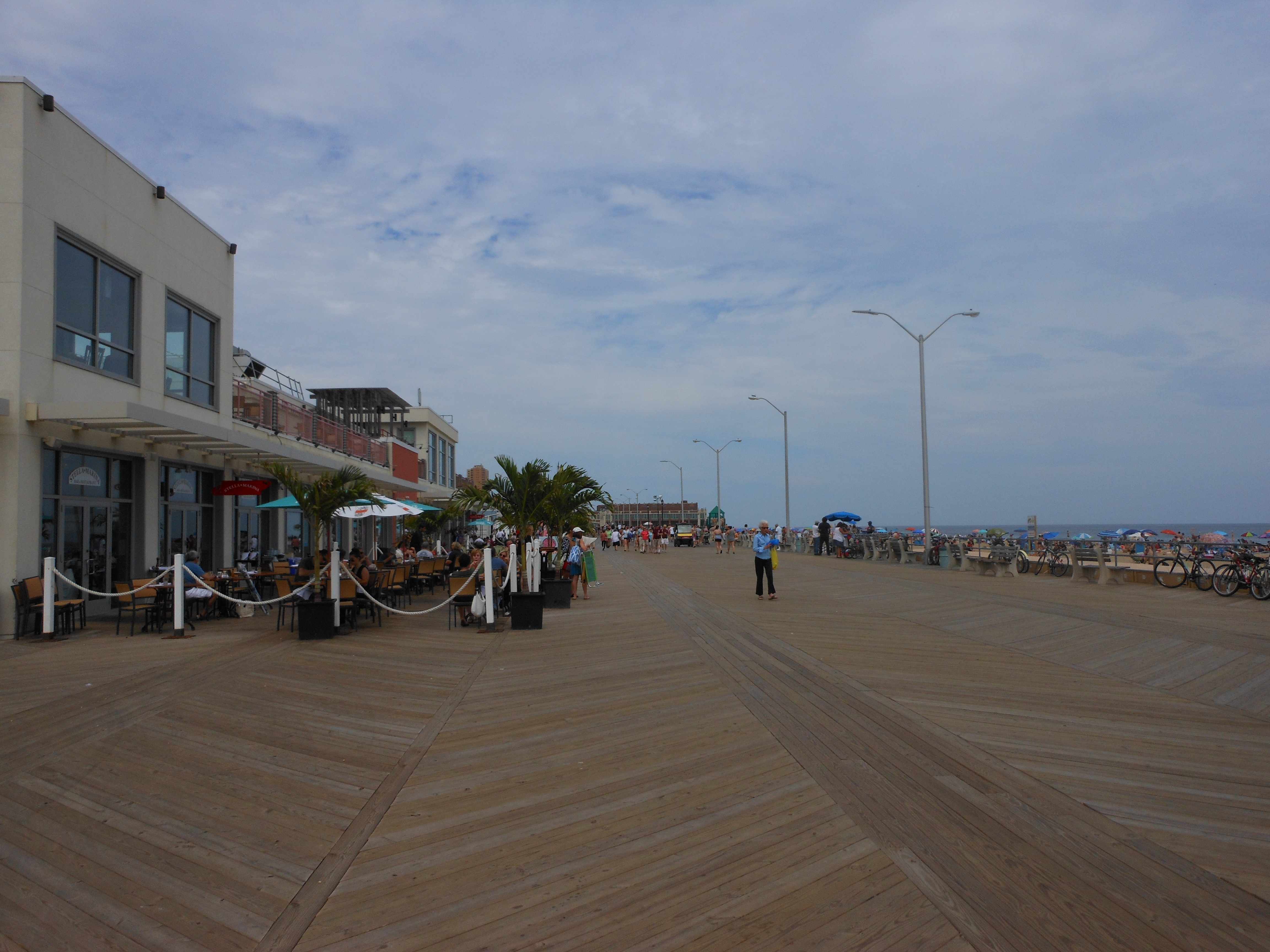
Il lungomare di Asbury Park.

Jersey Shore è il nome con cui è conosciuta la regione geografica corrispondente alla costa atlantica dello Stato del New Jersey, negli Stati Uniti d'America. Il nome ha una valenza geografica e toponomastica, ma soprattutto turistica poiché si riferisce a un'area in cui sono presenti luoghi di villeggiatura e di balneazione. Per gli abitanti dello Stato è conosciuta semplicemente come "The Shore".
Geograficamente il termine indica i circa 349 km dell'area costiera del New Jersey (di cui 210 di spiagge) dalla penisola di Sandy Hook che delimita l'ingresso della baia di New York al nord, fino a Cape May nell'omonima penisola al sud e include le zone più orientali delle contee di Monmouth, Ocean, Atlantic e Cape May.

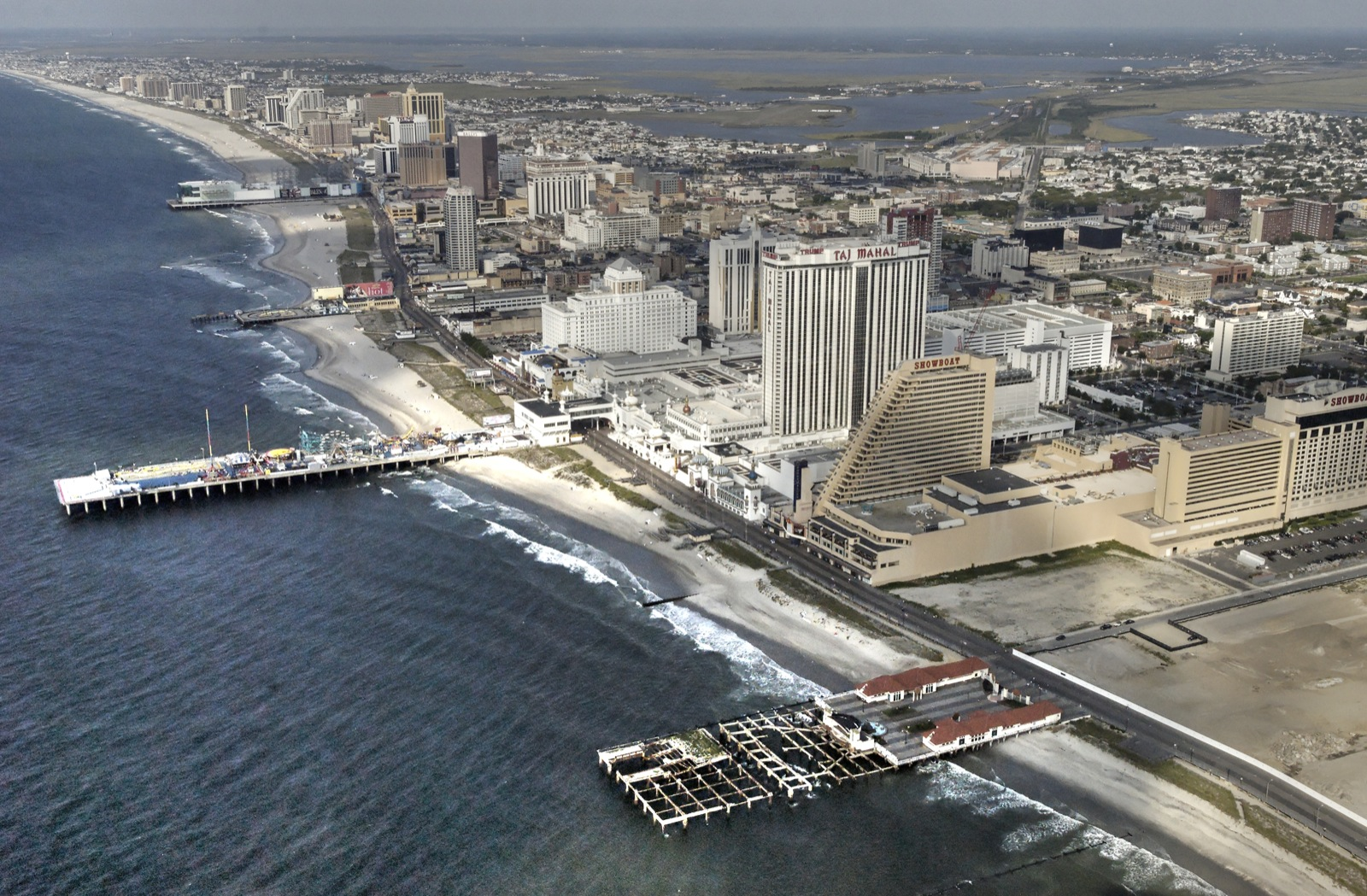
Un panorama di Atlantic City.

## Musica e cultura
Le località turistiche della costa del New Jersey sono sede di un gran numero di locali dedicati alla musica rock, in particolare nella forma che è conosciuta come "Jersey Shore Sound". Tra i più famosi quelli di Asbury Park, cittadina balneare al nord dove ha mosso i primi passi il cantautore Bruce Springsteen.
Lo stile musicale noto come Jersey Shore Sound deriva in parte dal rock and roll delle origini dal rhythm and blues nello stile della Stax Records, dal doo wop, dal soul e risente dell'influenza della musica trasmessa dalle stazioni radio delle vicine città di New York e Philadelphia. Questo stile di rock, normalmente ballabile e che può annoverare tra i predecessori artisti come Frankie Valli e i The Four Seasons, è stato prevalentemente sviluppato, pur partendo dall'influenza di artisti afro-americani, ma anche dal rock inglese degli anni sessanta, da musicisti di origine italiana o irlandese come nel caso dello stesso Springsteen, di Steven Van Zandt e di Southside Johnny. Pur non essendo annoverabili principalmente tra gli esponenti di questo stile, il gruppo hard rock Bon Jovi è uno dei più famosi tra quelli provenienti dallo "Shore" e alcuni dei suoi membri, tra cui il cantante Jon Bon Jovi e il chitarrista Richie Sambora, hanno origini italiane.